# Universität Malaya
Die Universität Malaya (mal. Universiti Malaya, engl. University of Malaya) in der malaysischen Hauptstadt Kuala Lumpur ist die älteste Universität des Landes. Der Leitspruch der Universität lautet „Ilmu Punca Kemajuan“ (Wissen ist der Schlüssel zum Erfolg).

## Geschichte
Die Universität Malaya hat ihren Ursprung in dem 1905 gegründeten King Edward VII College of Medicine und dem 1929 geschaffenen Raffles College. Beide Colleges wurden im Oktober 1949 zur Universität Malaya mit Sitz in Singapur verschmolzen. Aufgrund des rasanten Wachstums der Universität in ihrem ersten Jahrzehnt wurden 1959 zwei autonome Zweigstellen gegründet, eine in Singapur, die später zur National University of Singapore werden sollte, und eine in Kuala Lumpur, die ihren Namen bis heute beibehielt. 1962 wurden die beiden Zweigstellen eigenständige staatliche Universitäten.

## Organisation
Die Hochschulleitung besteht aus dem Chancellor, drei Pro-Chancellors, dem Vice-Chancellor, vier Deputy Vice-Chancellors, dem Schatzmeister, dem Leiter der Registratur, dem Leiter der Bibliothek und dem Director of University Malaya Medical Centre. Der Chancellor und die drei Pro-Chancellors sind Ehrenämter und werden durch bekannte Persönlichkeiten besetzt, während das hauptamtliche Management der Universität durch den Vice-Chancellor geleitet wird. Die gesamte Hochschulleitung wird durch ein Board of Directors beaufsichtigt.
Die Universität besteht aus folgenden Fakultäten, Instituten und Zentren:.

### Fakultäten
- Faculty of Arts and Social Sciences
- Faculty of Business and Accountancy
- Faculty of Computer Science & Information Technology
- Faculty of Dentistry
- Faculty of Economics & Administration
- Faculty of Education
- Faculty of Engineering
- Faculty of Languages and Linguistics
- Faculty of Law
- Faculty of Medicine
- Faculty of Science
- Faculty of the Built Environment

### Akademien
- Academy of Islamic Studies
- Academy of Malay Studies

### Institute
- Institute of Research Management and Monitoring
- Institute of Graduate Studies
- Asia-Europe-Institute
- Institute of Principalship Studies
- International Institute of Public Policy & Management (INPUMA)
- Institute of China Studies

### Zentren
- Cultural Centre
- Sports Centre
- Centre for Foundation Studies
- Centre for Civilisational Dialogue
- Academic Development Centre

## Persönlichkeiten

### Dozenten
- Cyril Northcote Parkinson (1909–1993), britischer Historiker, Soziologe und Publizist

### Studenten
King Edward VII College of Medicine
- Mahathir bin Mohamad (* 1925), 1953, Premierminister Malaysias von 1981 bis 2003 und erneut seit 2018
- Benjamin Henry Sheares (1907–1981), Präsident von Singapur von 1971 bis 1981

Raffles College
- Abdul Razak (1922–1976), 1940, Premierminister Malaysias von 1970 bis 1976
- Lee Kuan Yew (1923–2015), Premierminister Singapurs von 1959 bis 1990
- Goh Keng Swee (1918–2010), 1939, Politiker aus Singapur

Universität Malaya
- Sellapan Ramanathan (1924–2016), 1954, Präsident von Singapur von 1999 bis 2011
- Abdullah Ahmad Badawi (1939–2025), 1964, Premierminister Malaysias von 2003 bis 2009
- Syed Amin Aljeffri (* 1947), 1971, malaysischer Unternehmer
- Anwar Ibrahim (* 1947), 1974, ehemaliger Vize-Premierminister Malaysias
- Anwar Fazal (* 1941), Verbraucherschützer, Right Livelihood Award 1982
- Nívio Leite Magalhães (* 1981), osttimoresischer Politiker
- Krishnasamy Kesavapany, singapurischer Diplomat